# Ghost of Tsushima
『Ghost of Tsushima』（ゴースト・オブ・ツシマ）は、Sucker Punch Productionsが開発し、ソニー・インタラクティブエンタテインメントより2020年7月17日に発売されたアクションアドベンチャーゲームである。
本作は文永11年（1274年）の元朝と高麗の連合軍による日本侵攻（文永の役）を物語の題材としている。フィールドは日本の対馬と壱岐をモデルとしている。
2020年10月17日に配信されたバージョン1.1へのアップデートで、オンライン協力型マルチプレイモード「Legends/冥人奇譚」が実装された。ゲーム本編で展開される物語とは大きく異なり、対馬の民のあいだで語り継がれてきた伝説に登場する “4人の冥人” の戦いを描く新モードとなる。2021年9月3日には、冥人奇譚のみを収録した「Legends/冥人奇譚 単体版」がPS4/PS5で発売された。
2021年8月20日には、完全版にあたる「DIRECTOR'S CUT」（ディレクターズカット）版が発売され、PlayStation 5への対応や、壱岐を舞台にした完全新作ストーリーである「壹岐之譚」が追加された。
2024年5月17日には、「DIRECTOR'S CUT」のPC版がSteamとEpic Games Storeで発売。ウルトラワイドモニター、AMD FSR 3、NVIDIA DLSS 3、NVIDIA Reflex、キーボード操作、PS4/PS5版とのクロスプレイなどに対応した。
同年9月25日には、続編となる『Ghost of Yōtei』のトレーラーがPlayStation公式youtubeにて告知された。
メディアミックスとして、2025年にアニメ化が発表されている。

## ストーリー
本作の物語は、メインストーリーとサイドストーリーで構成されている。メインストーリーには「仁之道」という題名が付けられており、サイドストーリーである「浮世草」および「傳承」と合わせて、3本立ての構成になっている。

### 導入
文永11年（1274年）の二夏（旧暦5月頃）、元朝の将軍コトゥン・ハーンは日本を征服すべく大船団を率いて、対馬国の小茂田浜へと押し寄せた。迎え撃つ対馬の武士団はわずか80の寡兵ながらも、対馬国地頭・志村の指揮の下に元軍と激突する。
だが、絶望的な兵力差に圧倒され、志村と主人公・境井仁の2名を残して全滅してしまう。志村は囚われの身となり、仁は倒れ込み死の淵をさまよう。しかし仁は、女野盗・ゆなの手で助け出されて九死に一生を得る。
数日後、仁が目を覚ました時には既に対馬の半分が元軍に占領されていた。仁は元軍の捕虜となった伯父の志村を救出すべく、コトゥンの居城となっていた金田城に単身乗り込む。そして大手門橋の上で敵将コトゥンに挑むが敗れ、橋から突き落とされる。
仁は侍の道に則った正攻法では、強大な元軍に勝てないことを悟る。志村が謳う「誉れ」を捨ててでも、民を護り対馬国を取り戻す覚悟を固めた仁は、弓による遠距離攻撃や「闇討ち」など手段を問わず戦い、冥府から蘇った「冥人」と呼ばれながらも対馬各地を奔走する。

### 守之段
金田城に囚われた志村を救出するべく、仁は厳原で味方を募り、ゆなとその弟の鍛冶士・たか、酒売りの堅二、弓の名手・石川、女武芸者・安達政子、幼馴染の牢人・竜三とその配下の菅笠衆の助力を得る。
たかが作成した鉤縄を使い金田城へ侵入した仁は、仲間と共に金田城の主郭を目指す。だがその途中、コトゥンに寝返っていた竜三が元軍の刺客として現れる。一騎討ちの末に竜三を退けた仁は、主郭に突入して志村の救出に成功、金田城を奪還する。
しかし、コトゥンは既に金田城を去り、対馬国の要所である「志村城」の攻略に取り掛かっていた。コトゥンは竜三に人質を焼殺させ、城兵を恫喝。これに屈した城兵は城門を開き、城は占拠される。それ知った志村と仁は、志村城奪還のため豊玉へ軍を進める。

### 破之段
仁は豊玉で更に多くの味方を募り、新たに僧兵の典雄と、かつて反乱を起こした鑓川家の残党と民からなる「鑓川勢」を味方に得る。また鎌倉幕府に援軍要請の解文を送り、本土からの援軍を確約させる。境井家の屋形に戻った仁は父の鎧を受け継ぎ、さらに乳母・百合の協力で鳥兜の毒を抽出し人間に使用する術を学ぶ。
仁はたかの助力を得て竜三と菅笠衆の砦に乗り込むが、待ち伏せを受け捕縛される。コトゥンは仁の目前でたかを斬首し、仁に自らの軍門に降るよう脅す。その後、縄を解いた仁は駆け付けたゆなと共に砦の菅笠衆を壊滅させ、たかの遺体を埋葬し、コトゥンへの復讐を誓う。
本土よりの援軍も得た志村軍は志村城攻めにかかり、城の一部を占拠するが、主郭に立てこもる元軍の奇策により大打撃を受ける。不意打ちや毒殺を駆使する仁を目の当たりにした志村は、民の秩序を守るための「誉」を忘れぬよう咎めるが、民の命を守りたい仁は志村の意に背く決意を固める。夜間、仁は単身で主郭に潜入し、酒に鳥兜の毒を仕込み大勢の元兵を毒殺する。そして上県へ向かったコトゥンから仁の首を求められた竜三と相まみえ、一騎討ちの末に竜三を討つ。
だがそれは、志村と仁の関係の終わりを意味していた。幕府の裁きを待つ身となった仁はゆなを逃したのち、牢に囚われる。数日後、仁は堅二の手により脱出し、志村の軍に追われ愛馬を失いながら、ゆなの待つ上県へ落ち延びる。

### 離之段
上県へ落ち延びた仁は、そこで元軍に鳥兜が塗られた矢を受ける。元朝は仁の生み出した毒を手中に収め利用していたのである。仁は毒で生死の境を彷徨うが、ゆなに救助され奇跡的に生還する。ゆなと再会した仁は、上県の地でゆなの古い知り合いである狩人たちの助力を獲得、厳原や豊玉で共に戦った仲間たちとも再会する。
コトゥンが上県の港町で本土侵攻の手筈を整えているのを掴んだ仁はコトゥンの陣に潜入、そこで大量の鳥兜を発見する。仁は鳥の動きから近日中に嵐が来ると予測、嵐に乗じて攻め入りコトゥンを討つ作戦を立てる。仁はそれに先立ち志村城内に潜入、志村宛の文を残す。それは作戦への助力を要請するものであった。
嵐と共に仁と仲間は作戦を決行。ゆなと堅二が盗み出した火矢で元朝の船を制圧しつつ、コトゥンのもとへ切り込む。そして志村も軍勢を率いて加勢し、元軍を追い詰める。元軍の陣の奥まで切り込んだ仁は、そこでコトゥンと対峙、一騎討ちとなる。仁は善戦するも、コトゥンは鳥兜の毒粉を撒き逃走する。仁はコトゥンを追撃し、元朝の船で再び対峙する。激戦の末に仁はコトゥン・ハーンを討ち取り、その首を落とす。
仁はゆなと共に帰還、その後青海湖畔の試合場で仁は志村と再会する。仁と志村は境井家の墓に参り、そこで仁は失われたものに思いを馳せて歌を詠む。仁は志村との思い出を回想したのち、愛刀を手に志村との勝負に臨む。戦いの末、仁は志村を制する。志村は仁に、誉ある最期を遂げたいと頼む。彼の命を守るか、彼の誉を守るか、仁は選択を迫られる。彼が決断を下した時、仁之道の物語は終幕となる。

### 追之段
メインストーリーが完結した状態で始まる未完の物語。クリア後も自由に対馬を探索することができる。

### 壹岐之譚
元朝の軍勢が壹岐に侵攻したとの情報を耳にした仁は単身壹岐島に渡ることとなる。仁にとって壹岐は父・正が討死した場所であるということもあり、因縁の地でもあった。途中大嵐に見舞われながらも、何とか島に上陸した仁であったが、そこでは呪術師・オオタカの主導のもと島民が元朝に苦しめられていた。

## 登場人物

### 主要人物
境井仁
声 - 中井和哉 / 平野潤也 （少年期) [演 辻大介(英語版少年期声優も担当)]
主人公。主な得物は刀、暗殺など使う脇差、遠隔攻撃用の弓。
「戦えぬ者らを護る」ことが少年の頃からの信念であり、小茂田浜の戦いという討ち死に覚悟の戦に臨んで生き残ってしまった自分が今為すべきことも、変わらずそれであるという。故郷の民を守るため、侍の道に反する誉れなき卑怯な戦い方に手を染める覚悟と、冥府から蘇った「冥人」の名の下、強大兇悪な外敵に挑む。
境井家の現当主。父・正は少年時代に討死、母は幼少期に病死している。志村は伯父に当たり、父亡き後の自分を気に掛けて一人前の武士へと鍛え上げてくれた伯父を尊崇している。
父が賊に殺された時、直前に手助けを求められていたにも関わらず、恐怖から見殺しにしてしまった過去を持つ。その時の後悔から、物怖じすることへの嫌悪感は極めて強いものがあった。また尊敬する伯父から「虚に乗ずるは臆病の印」と教わっており、敵の不意を突く戦い方に強い抵抗感を持っている。そのため物語序盤では侍らしく正々堂々と戦うことに固執していたが、人質を安全に救出するために闇討ちを行わざるを得ない状況が続き、その末に志村が囚われる金田城に辿り着いたところで敵の首領コトゥン・ハーンに完敗し、伯父の志村が信条とする侍の誉れでは故郷と民を護れないという現実に直面する。これを境に「虚に乗ずる」戦い方を繰り広げ、やがて「冥人」と呼ばれる容赦のない武者に成り代わる。しかしその姿は志村とは相容れないものであり、最終的に袂を分かつこととなる。
剣術、弓術、馬術は武士として一流の腕前であるが、元朝に通じなかったことで、背後からの奇襲、飛び道具、モンゴルの武器、果ては毒の使用という手段を選ばない戦術を取ることになる。また推理力、観察力にも優れており殺人現場や犯人の足跡などから真相を突き止めている。
漢字表記は日本語ローカライズスタッフにより、国境を守るという立ち位置、“武士と冥人との間（境）で揺れている”という心情から「境」の文字が選ばれた。そのままでは漢字二文字で僧侶の法名に見えることから井の字を加え「境井」となった。「仁（じん）」は当時の武家の本名である諱は、基本的にすべて訓読みであるということから本名は境井仁（さかいひとし）であり、通称が仁（じん）である”という設定がなされている。
志村(しむら）
声 - 大塚明夫 [演 エリック・ステインバーグ]
境井仁の伯父。対馬国の地頭である志村家の当主。
得物は刀（打刀）。紺糸威胴丸具足（伝黒田家家老小河家伝来）の兜と大鎧の兜を交ぜたような形状の、猛々しい変わり兜を愛用する。
武士の誉れを重んじ、侍の道に則って戦い、その結果命を落としても名誉なこととする生粋の武人。父を亡くした仁を息子のように気に掛け、一人前の侍へと育て上げた。将来的には親子の契りを交わして志村家の跡取りとすることも考えていた。
武士とは民の模範にならねばならず、故に武士としての道を守り、誉れを持つべきという信念の持ち主。故に侍の道に背く非道な戦いは民を怖れさせ世を乱すだけだと、仁の冥人としての戦い方を認めず、侍の道に則った戦い方をするよう求めている。それでも、自身も囚われ寝返るよう言葉巧みに調略を受け続ける中で、残虐非道で名誉を重んじない元の大軍から対馬を護るために孤軍奮闘してきた仁には、冥人の戦い方しかなかったことには一定の理解を示している。
本土からの援軍が見込める戦況になると、改めて仁に対し志村家の家督を譲るべく、幕府に恥じぬ誉れある侍の道に立ち戻るよう諭すが、結果的に仁は最後まで民のため冥人として元軍と戦うことを選んだため、対峙せざるを得ない立場に追い込まれていく。本編の結末は志村の生死が仁（プレイヤー）に委ねられる形となる。
仁は、親しい者の前では「伯父上」、公には「志村殿」と呼んでいる。
名前のモチーフは『七人の侍』に出演した俳優の志村喬。
ゆな
声 - 水野ゆふ [演 スマリー・モンタノ]
本作のヒロイン。勇ましく気の強い女野盗。得物は小刀と弓。小茂田浜の戦いで負傷した仁を軍場から救出した命の恩人。
たった一人の家族である弟たかに、生き甲斐と言ってよいほど過剰な愛情を注ぎ、危ない目に遭わせることを極力嫌う。
危険を冒してまで仁を救い出したのは、元兵に囚われた弟を取り戻すのに力を貸りるためで、弟を救った後は2人で本土に渡って人生をやり直すことを望んでいた。そのため食うや食わずの暮らしに堪えながら、将来のための金を溜めていた。"誉れ"を貴ぶ侍であれと薫陶する志村の対極にある存在であり、目的のためなら手段を問わず、仁の戦い方に大きな影響を及ぼすきっかけとなる。仁のことを外敵を挫くべく冥府から蘇った「冥人」と呼び始める。しかし皮肉にも、弟たかは冥人の勇に憧れを抱くあまり、仁の戦いへの助力を試みた結果、元軍に捕われ殺害されてしまう。たかの死により本土に渡る理由を無くしてからは、仁と共に最後まで元軍と戦い抜く決意を固める。
生まれは鑓川知行地内。子供の頃は酒乱の母親に苦しめられており、ある日、酒に酔った母が弟（当時6歳）の腕を折ったことをきっかけに弟と家を飛び出す。その後黒犬と呼ばれる人売りに騙されて蝮の兄弟に売られ、地獄のような日々を送るが、そこを脱出して以後は野盗として生計を立てていた。そのため他人を信用することは滅多に無い。
当時のこの地位の人物は読み書きができなかった点を考慮し、日本語ローカライズ版では文字として書かれたことがないだろう名前ということで、便宜的にひらがな表記となっている。
たか
声 - 山口勝平 [演 エディ・シン]
ゆなの弟で鍛冶職人。型に嵌らない道具を創り出す高い技量の持ち主である。直垂風の装束に鉢巻をしている。
得物は刀（打刀）。鑓川の戦いとその前哨戦で白兵戦に加わっている。
たった一人の家族である姉を愛し、元兵の人売りから救い出した境井仁を心から慕っている。ゆなの言うには「虫も殺せない」ほどに気が弱く、姉とは対照的な性格をしている。小松の鍛冶場の防衛戦に際しても、手段を選ばない冥人としての境井仁の戦いぶりを目の当たりにして、思わず「お侍様の戦い方じゃない」とつぶやく彼は、大きな力を怖れるか弱い者たちの代名詞として描かれた。しかしゆなのように強くありたいとも思っており、加えて鑓川の戦いで冥人・境井仁の勇姿を見るにつけ、自らも武器を手に取って二人の戦いを助けたいと望むようになった。軍場では大して役に立たないが（『素質はある』と仁は認めているが、軍場に立たせることをゆなが頑なに嫌がっている）、鍛冶の腕前で本領を発揮し、仁のために鉤縄や「冥人の鎧」を作成して戦いを支援する。また鑓川の戦いに際しては、準備段階から武士と庶民の間を取り結ぶ重要な役割を任される。

姉と二人で本土に渡る算段が付いた後、元軍の砦に潜入しようとする仁に、敵の注意を引き寄せる囮役を申し出る。しかし仁の言いつけに背き砦へ様子見に向かったことで元兵に捕縛される。その後、敵の首領コトゥン・ハーンにより身の安全と引き換えに仁の殺害を迫られるものの、コトゥンに斬り掛かって斬首された。たかの遺作となった「冥人の鎧」は、ゆなから仁の手に渡る。
石川定信(いしかわ　さだのぶ）
声 - 千葉繁 [演 フランソワ・チャウ]
長尾忠頼の再来とも称される高名な弓取り。得物は弓のみ（大小は差しているが、使っている描写は無い）生まれ故郷は厳原郡日吉村。日吉の湯が湧く山地にある山の頂上に簡素な家と弓道場（名義：石川の道場；Sensei Ishikawa's Dojo）を構えつつ隠遁生活を送っている。
若き日の境井仁が父の葬儀に臨む回想シーンで初めて登場する。
出奔した弟子の巴の足取りを仁と共に追う石川は、巴が元朝に寝返ったことを知る。また、石川は教えを授けながら軍場を共にする中で仁を認め、仁は石川の新たな弟子となる。以前は長尾家で弓の指南役を務めていたが、当時の弟子である長尾博基が謀反を起こしたことで指導者としての責を問われ、役を降ろされている。鑓川の戦いの後には、石川は鑓川に入って武士や里人に武芸を指南するようになった。
若かりし頃は尊大で傲慢な性格であったと自ら語るが、齢を重ねても性格は相変わらずと仁に酷評される。しかし弓の道を究めることにのみ人生を捧げ、人とも向き合わず子もなさなかったことを後悔している。
安達政子(あだち　まさこ）
声 - 安藤麻吹 [演 ローレン・トム]
安達家当主・安達晴信の妻。対馬随一の女武芸者といわれる。以前は違ったであろうが、理不尽な事件に見舞われて以来、現在は無謀なほどの突撃的な戦いに明け暮れる。花という名の姉がいる。
若き日の境井仁が父の葬儀に臨む回想シーンで初めて登場する。小茂田浜の戦いで夫と2人の息子が討死し、男衆が出払った屋形で女子供が賊に襲われ、息子の嫁達や姉、幼い孫たちまで惨殺される。以前は優しい言葉で争いを諫めることもあったようであるが、家族と安達家の血筋を護り切れなかった彼女は、復讐心から苛烈な性格に変わり、その心の内は家族を殺害した賊に対する恨みで煮え滾っている。彼女のなかでは家族の仇討ちが最優先事項であり、血眼になって犯人を探す。それゆえ一時は目が曇り、黄金寺の僧である純信を仇の一人と誤解して問い詰め、止めようとした仁と斬り合いになる。しかし復讐に協力する仁には深く恩義も感じており、元朝との戦いにも協力を惜しまない。鑓川の戦いの後は鑓川に入って武士や里人に武芸を指南するようになった。
戦から数日後の小茂田浜を仁と共に訪れた時には、2人の息子を始めとする安達家郎党の遺体と対面し、復讐鬼とは違った母親の顔を覗かせており、縁者たちの遺体と対面する仁にも心優しい年長者としての言葉を投げ掛けている。今は亡き境井仁の母親とは知り合いで、生前には茶を楽しんでいた。
漢字表記は日本語ローカライズスタッフによるもので、北条政子に倣い「政子」となった。この当時の女性名に「子」が付くのは朝廷から身分を与えられた等の場合のみであるが、幼き頃から男勝りな子を見て、父が「貴族の姫様のようにしとやかになるように」とふざけてつけたという設定がある。
竜三(りゅうぞう）
声 - 多田野曜平 [演 レオナルド・ウー（英語: Leonard Wu）]
トリックスター。イベントボス。仁の幼馴染で、現在は牢人。菅笠をかぶっている（種類は、深編笠の形の浪人笠）。
仁と再会した初登場時は下島の南西部に位置する豆酘におり、菅笠衆の頭として手下の牢人たちを飢えから救うべく奔走していた。当初は仁の攪乱戦に協力したが食料も褒美も得られずじまいで終わり、菅笠衆の困窮は深まっていった。それゆえコトゥンに食料の保証と引き換えに寝返り、仁と対立することとなる。
菅笠衆の大半が仁とゆなに討たれた後、志村城を取り戻すべく戦う仁の前に現れ、手を組むことを提案するが拒絶される。反対に仁から投降を促されるもこれを撥ね退け、決闘の末敗北し討たれた。
仁とは互いに気心の知れた仲であったが、仁が牢人を召し抱えるよう口添えすることを拒むなど確執も抱いている。かつて長尾家の刀比べで手合わせしている。当初はそこで己の剣技を武家に売り込んで郎党に迎えられることを目論んでいたが、仁に敗れたことによって仕官の夢を断念し、牢人となった。菅笠衆の当時の頭に誘われて仲間入りし、小茂田浜の戦いの際は彼らと共に参戦しており、それから数日後に仁と再会する。
堅ニ(けんじ）
声 - 佐藤せつじ [演 ジェームズ・ヒロユキ・リャオ]
酒造販売（杜氏と酒売り）で生計を立てている、厳原の里人。ゆな・たかとは幼馴染。本作随一の三枚目。どんな時でも三度笠を被り、柄杓と小さな酒樽、莚など出先で接待に使うような商売道具を背負梯子で担いでいる。
一人称は「あっし」。仁のことは「境井様」「あなた」と呼ぶ。荷車を牽く愛馬の名前は「みよ」で、元兵に接収されようとした時にはひどく悲しんだ。
お調子者で口が良く回り、胡散臭い商売にも手を出しているらしく、たびたび仁を巻き込む形で災難に見舞われる。仁と初めて顔を合わせた際は、ゆなに「島一番の"山師（詐欺師）"」と紹介されてもいる。一方で、心を入れ替えて生まれ変わり人の役に立ちたいという思いを秘めてもおり、機転が利くところを仁に見込まれてからは積極的に協力するようになる。とは言え、仁に叱責され反省したような表情を見せても、話が終わった途端に平然と酒を呑み始めるような、懲りない性分でもある。
たかのことはその優しさと心根の強さを尊敬していただけに、彼がコトゥンに殺されてしまった際は、深い悲しみに暮れている。以来たかの遺志を受け継いで自身の担える役回りを精力的に果たしてゆく。仁が投獄された際には、幕府と志村に背いてでも逃げなければ次に繋がらないと訴え、仁の道を切り拓けるよう手筈を整えている。
典雄(のりお)
声 - かぬか光明 [演 アール・T・キム]
上県郡の北西部の杉寺で兄・円浄と共に修行を積んでいた僧兵。得度を済ませていないため、本名を名乗っている。
小茂田浜の戦いに参戦すべく仲間の僧兵たちと共に向かう途中で嵐に遭い、村で休んでいたところ元軍の襲撃を受けて捕虜となる。その後、赤島の篝火台へ送られ、土牢に押し込められていた。金田城の戦いの後、志村や境井仁が赤島を奪還したことで救出されたが仲間は既に全員処刑されていた。以後、仏の道と怒りとの間で葛藤しながらも、故郷と民を元朝から守るべく奮闘することとなる。若者らしく血気盛んな点も目立ち、仁から幾度となくたしなめられる。
薙刀を得物とし、その刃には今は亡き兄・円浄の言葉が刻まれている。典雄は兄に倣って僧兵になったと語っており、尊敬する兄を悪く言われた時には怒りを露にする。増兵に批判的な法心には日頃から悪感情を抱いている。
百合(ゆり)
声 - 田畑ゆり [演 カレン・ヒューイ]
境井仁の乳母。母親が薬草の専門家で、百合もその技術を受け継いでいる。
若き日の仁が父の葬儀に臨む回想シーンで初めて登場する。仁が境井家前当主・正の鎧を取りに故郷・青海の屋形へ帰還したところで再会し、仁の依頼で毒の製法を教える。仁はこれを吹き針と組み合わせて毒針攻撃に使う。
痴呆の症状が数多く見られ、仁と先代（仁の父親）を時々取り違えて昔語りをする。仁はその遣り取りを通して、幼子であった頃の自身や、厳しさが思い出される父の親としての素顔、志村の厳格さに父が意外にもやや批判的であったこと、そして、若く多感な頃の百合と妻を亡くして悲しみに暮れる先代の密やかな想い出などを知る。死期を悟っていた百合は、弱った体で無理をして一族が眠る墓所まで辿り着くと、仁の隣で静かに息を引き取った。

### 元朝
コトゥン・ハーン
声 - 磯部勉 [演 パトリック・ギャラガー]
元朝の諸侯王（ハーン）。元軍を率いるモンゴル人武将。得物は青龍偃月刀と盾。架空の人物であるが、元朝の皇帝・世祖のいとこで太祖の皇孫という設定である。日本語版での漢字表記は「兀云汗」。中国語表記は「赫通汗」。
対馬侵攻を企てた首謀者。降伏した者には平和を約束する一方、逆らい続ける者には容赦なく牙を剥く。武芸や智略に秀で、対馬国侵攻に先立って現地の言語・文化・習俗を学んでいたため、侍の行動原理を知悉している。
侍は誉を重んじるが故に、その戦い方は愚直で与しやすいと評しており、誉れや武士としての道を逆手に利用している。一方で冥人については、誉れに囚われずあらゆる手段を駆使する戦い振りを「底知れず、恐ろしい」と評し、警戒すると同時に民に慕われる冥人なら民を説得できるとして、降れば有用な存在とも見ている。
仁の作った毒をすぐに再現して戦いに利用したり、仁が城の元軍を毒殺したことが民に広まると、冥人が民を毒で殺しているとの噂を広めて民の恐怖を仁に向けさせるなど、非常に狡猾である。
テムゲ
声 - 坂口候一
中ボス。元軍の百戸長。兵種は盾兵。鑓川侵攻を担当する部隊の指揮官。
城壁を巡らせた鑓川の町に包囲戦を仕掛けて降伏勧告を発し、応じないと見るや投石機を投入して猛攻撃を加え、民を虐殺するなど、元朝が定石としてきた戦略を忠実に履行することで、鑓川攻略を押し進めた。百戸長を務めるにふさわしい才覚を首領コトゥン・ハーンも認めており、名将と呼んでいるが、斬り刻んだ人の数を自慢する残虐非道な男である。そのようなテムゲを鑓川の戦いで討ち取った際に境井仁は"冥人"として覚醒し、同時にテムゲを討ち取られた元朝の雑兵たちには"冥人"への怖れが植え付けられる。
アルタン
声 - 江川央生
中ボス。元軍の百戸長。兵種は盾兵。豊玉地方の大綱一帯を制圧している部隊の指揮官。
自らは姿を隠して得体の知れない怖ろしさを漂わせる一方で、民の多くを串刺しにして晒すなど恐怖心を煽る戦略を推し進めている。
人売りである黒犬および蝮の兄弟と手を組み、民を下人として扱っていた。蝮の兄弟と黒犬が冥人の手で立て続けに葬られたことで自ら冥人こと境井仁を討つべく姿を現し、勝負に臨む。
隊長たち
作中には上記二名の他にも対馬各地の軍団を統率する指揮官として多数の百戸長が登場する。その多くは各地に砦や陣営を築いている他、地域の中心となる集落を占領して住民を捕虜にしている者もおり、これらの部隊を倒して一帯の土地を開放する事が、仁の能力を強化する育成要素に繋がる。名前の判明している百戸長の内、ドガー(Warlord Dogar)、バルトゥ(General Bartu )、ドグシン(General Dogshin)、晴徳の四名とは一騎打ちが発生する。また、作中で入手できる元朝軍の兵略図には他にもハーチュ(Kharchu)、ヌガイ(General Nugai)、バタール(General Bataar)の三名が記されている。このうちハーチュは典雄譚の黒幕として頻繁に名が登場するが姿自体は登場しない。バタールは割り振られた占領地が晴徳の出現する地(浅藻浦一帯)と同じであるため同一人物の可能性がある。
元軍
本作の戦闘において、元軍の兵種は近接兵種の盾兵・剣兵・槍兵・剛兵と遠隔兵種の弓兵と投兵に区別される。また、鎧とその下に着ている衣(戦袍)によっても灰・赤・青・黄・緑の5等級に分けられている。序盤の灰色兵は防具を殆ど身に付けておらず攻撃の威力も低いが、赤兵は皮鎧と兜を装備し、中盤の青兵は金属製の鎧を着用しているなど、ストーリーが進行するにつれて強力になっていく。後半の主力である黄色や緑の兵士は隊長に引けを取らない重武装で攻撃力も高い。

### 浮世草の登場人物

#### 石川之譚
巴(ともえ)
声 - 佐古真弓
弓取りとして天賦の才をもつ、年若い女。得物は弓のみ。幼い頃から、音に聞く石川定信の弟子をしていた。
その才に惚れ込んだ石川によって少女の頃から弓術を伝授され、長じては跡取りになることを望まれていた。しかし、裏では師匠に隠れて賊と行動を共にし、金を稼いでいた。やがて悪事を知った石川は巴を成敗しようとし、それから巴は石川に恨みを抱くようになった。
石川と袂を分かった後、巴は元軍に捕らえられたが、石川直伝の弓術を高く評価されて元朝側に引き入れられ、自らの弓技を元朝の弓兵に教授する任に就く。自分を追っている石川と境井仁の動きには気付いており、彼らの前に姿を見せる際には狐面で顔を隠していた。しかし、石川と仁に弓の訓練場が破壊されるたびにに元軍の中での巴の立場は悪化し、最後には捨てられてしまう。
その後の巴は、「まつ」という偽名を使いながらも、素顔で石川と仁に接触する。巴にはどこか男を惹きつける魅力があり、十分に警戒していたはずの仁でさえ、しばらく行動を共にしたことで半ば打ち解けたように女を誘う男の態度を執っている。
卯麦谷を襲撃する元軍を撃退するために石川らと巴は協力し合って戦う。その直後、石川らが戦の始末に手を取られている隙に本土へ渡る船を出す。巴の残した文には、これまでに受けた教えへの礼と、石川との訣別を告げる言葉が記されていた。
本土に渡ったら生き直し、京の都で小さな宿を営むのが夢であると、仁に語っている。琴でも習って、雅に着飾った人々から下男に金を巻き上げさせる仕事をしたいと言っていた。

#### 政子之譚
曽元(そうげん）
声 - 花輪英司
安達家の屋形の襲撃に斥候として加担した僧。安達政子の仇敵の一人。
黄金寺の僧でありながら流民たちを邪険に扱い、賊と通じてすらいる。元朝の噂が流れ始めた昨年の秋の初めに上県から突然現れた。安達政子が生き残ったことを知った曽元は焦りから尻尾を出し、仁と政子に跡を付けられて根城を知られ、二人に実行犯たちを全員討たれて追い詰められる。それでもなお黒幕の名は明かさず、自分たちの行いを正当化する言を吐き、激昂した政子に滅多斬りにされて死亡した。
貞夫(さだお）
安達家の知行地である久田村の村長。安達家の屋形の襲撃に加担した犯人の一人。
以前から悪事を働いており、米を盗んでは飢えた民に売り捌き、久田村が凶作となって騒乱が起きた時には、賊を雇って抗う村人を殺させたことにした。それを知った政子に咎められ、逆恨みするようになった。
弟の八郎と妻のひなに対しては、一応の情はあった模様。仲間からも怖れられており、彼らの会話の中に過去の出来事として登場する「久田の皆殺し」は、下手を打ったか裏切ったかした者たちへの制裁であったらしい。
八郎が持っていた地図から、隠れ家にしていた有明の篝火台を突き止められ、政子と境井仁に仲間の賊を壊滅させられた末、政子の手で殺された。
ひな
貞夫の妻。安達家の屋形の襲撃の容疑者として安達政子と境井仁の囚われ人となるも、夫の無実を信じるひなは、政子の厳しい尋問にも貞夫の居場所を吐かなかった。政子たちが隙を見せたのに乗じて義弟の八郎が救出に駆け付けるが、夫が潔白なら逃げる必要はないと動こうとせず、八郎と揉めた挙句に悲鳴を挙げ、八郎が物の弾みで殺してしまった。仁に咎め立てされた政子は、せめてものこととしてひなの墓を建てて葬っている。
八郎(はちろう）
貞夫の弟。流民の野営に食料を届けるふりをして、貞夫や仲間の賊に食料や文を流す子悪党。
安達政子と境井仁に囚われた義姉ひなを取り戻そうと安達家の屋形に忍び込むが、夫の無実を信じて動こうとしないひなと揉めた挙句、ひなを殺害してしまう。屋形から逃げ出した八郎は元兵に斬られ致命傷を負う。政子は八郎を問い詰めるが、兄の居場所を吐くことなく八郎は逝った。しかし八郎の懐には貞夫の潜伏先を記した地図が遺されていた。
大村(おおむら）
かつて安達家に出入りしていた百姓・大村の息子。安達家の屋形の襲撃に加担した犯人の一人。
20年ほど前、父が盗みを働いたことで安達家を追い出され、そのことで安達家を逆恨みしている。彼自身も盗人であり、安達家襲撃の実行犯に武具を流し、さらには襲撃の事実を知っていることをネタに花を脅迫してすらいた。結果、報酬を受け取りに行った先で、吉平ともども花の手下に殺された。
梶原(かじわら)
安達家襲撃に加担した政子の仇の一人。
かつては安達家の屋形の下男であり、有能ではあったが短気で、自分の妻と娘に暴力を振るっていた。
屋形を追い出された後は漁師となり、表向きは善良に振る舞っていたが、政子を逆恨みしていたところを花につけ込まれて陰謀に加わり、安達家の屋形に刺客を送る手引きをした。
仁と政子が追い詰めた時には小屋を元兵に襲われ、その際に自らの手で妻子を殺めて逃げ出す。最期は恨み言を並べ立てた末に、政子に斬り捨てられた。
舞(まい）
安達家の元侍女。盗みを働いたことを晴信に咎められ、解雇された過去を持つ。政子とは深い絆で結ばれており、晴信は死罪を望んでいたところを政子が説得して暇を出すに留めていた。
政子に恨みも持ちながら未だ絆を忘れてはおらず、そこを花に文を通じてそそのかされ、襲撃後の安達家から家宝の笛を盗んだ。最後には政子と和解し、家宝の笛を返して去った。
花(はな)
声 - 緑川博子
安達政子の姉で、上県に本貫地をもつ池田家に嫁いでいる（池田花）。池田家は菊池家の郎党。
安達家の屋形の襲撃の黒幕である。襲撃のあった日に実家である安達屋形を訪れており、賊に殺されたと思われていた。しかし実は生きており、百姓の女の遺体に自分の服を着せ己の死を偽装していた。
幼少期、花と政子の一家が賊に襲われた際、救援に駆け付けた侍衆の中に安達晴信がいた。花はこの若武者に一目惚れしたが、その後、晴信が妻に迎えたのは妹・政子のほうであった。政子は花の失恋を知っていたため、評判のよい池田家当主に嫁げるよう後押ししたが、嫁ぎ先の夫は酒に溺れる粗暴な男で、花は日々ふるわれる暴力に耐え続けていた。
菊池家の屋形にいたところを政子と境井仁に踏み込まれ、政子は自決するよう短刀を手渡して促す。花は妹への呪いの言葉を吐いた後自刃して果てた。

#### ゆな之譚
いち
豊玉地方の大綱で宿屋を切り盛りする女。
ゆなやたかと同じ時期に蝮の兄弟の下人とされ、2人にとって少し年上の姉的存在であった。ゆなは、いちから生きる術を教わったと言う。
三兄弟の集落を脱出した時、ゆなはいちがつまずき悲鳴を挙げたのに走り去っていた。それ以来、ゆなはいちを見殺しにしたも同然だと自分を責めており、また、いちのほうもゆなを許してはいなかった。
元朝の百戸長アルタンの部隊に大綱一円が占領され、民は彼らに逆らえない状況にあった。いちは人売りどもを退治してアルタンの釣り餌にすると提案した。境井仁とゆなが人売りどもとアルタンを討伐した後、一応は労いの言葉を吐くいちであったが、最後まで二人には否定的態度を変えなかった。
蝮の三兄弟
人売りの三兄弟。吉蔵（きちぞう）、万蔵（まんぞう)、太蔵（たいぞう)。
扱き使う下人に残虐の限りを尽くしている。鑓川から逃げてきたゆなとたかも、彼らに騙されて捕らえられており、理不尽な仕打ちにより殺された人々を目にし、自分たちも酷く虐げられていた。そのせいでゆな達は三兄弟の根城である集落に近付けないほどの心的外傷を植え付けられている。
大綱の近くにある集落を根城にしているうえに、元朝の百戸長アルタンの手下になっており、根城には元朝の守衛が常駐していた。さらなる悪事を企てる彼らを冥人の手で成敗するよう、ゆなは仁に請い願う。その後、三兄弟の生首はまとめて串刺しにされ、元軍の前に晒された。
黒犬(くろいぬ)
昔から蝮の兄弟と手を組んで人売りをやってきた悪漢。路頭に迷っていた幼い頃のゆなとたかを騙して捕らえ、蝮の兄弟に売り付けた者。見るからに良い身なりをした、裏社会の長者というような雰囲気を持つ。
元朝の百戸長アルタンの手下になっており、今は大綱より西へ進んだ先にある入り江近くに設けられた元朝の野営地にいる。蝮の兄弟が冥人に始末されたと知った黒犬は、船で逃走を図る。しかし、冥人こと境井仁とゆなに追い付かれ、詰め寄られる。ゆなは報復の刃で黒犬を貫いた。

#### 典雄之譚
円浄（えんじょう）
典雄の兄。杉寺の僧兵で、同寺の守り手を務めていた。境井仁も以前から知っている人物で、彼は円浄を「猛き僧」と評している。
典雄によれば、仲間の僧兵たちと共に元朝に囚われた時、典雄を庇い、その代わりに処刑されたという。しかし実は生きており、元朝占領下の杉寺で拷問を受けて四肢を切り落とされた姿で発見される。その後、典雄の身の安全と引き換えに、法心という優れた薬師がいることや杉寺の情報を元朝に流していたことを告白し、殺して欲しいと典雄に頼んだ後、頼みを受け容れた弟の手によってこの世を去る。
法心（ほうしん）
声 - 佐々木睦
杉寺の僧にして、赤島随一の薬師でもある。
暴力を嫌い、武具を持つことすら否定するため、僧兵である円浄や典雄らとは意見を異にし、折り合いが悪い。
薬師としての腕前と志は高く、佐渡国で時疫のあった際には、見捨てられた病人たちを進んで手当てした。また、苦しむ者ならば敵すら救うことを厭わない。
赤島にいたところを元朝に捕らえられた法心は、占領下の杉寺へ連行されようとしていたが、典雄と境井仁が追い付いて彼を救出した。法心は赤島へ戻るが元朝は部隊を整えて再び赤島に迫ってきた。法心は金田城まで退くべきと主張するが典雄と仁は断り、法心も赤島の村で薬師の役目を担った。典雄と法心が民と共に寺に籠り、仁が外で戦っていたが、仁が食い止めていた兵とは別の部隊が寺を襲った。典雄は果敢に戦ったものの、法心は敵に後ろを取られた典雄を庇って矢を受け命を落とす。
黄明（こうめい）
杉寺の住職。機知に富んだ知恵者で人格者。
かつて僧たちの間で大きな諍いがあった際には、自らが姿を隠すことで双方に反省の時を与え、矛を収めさせている。僧兵の円浄と非暴力を旨とする法心が口喧嘩をした時には、黄明は昼夜を問わず石に怒鳴って見せて諭し、二人は己を恥じて仲直りしたという。
豊玉一帯の元軍に抗うため、櫛寺での抵抗戦に加勢に出ていたが、防衛線は破られ黄明達は敗走する。典雄と仁は元朝に追われる黄明の行方を探りながら抵抗戦を続けたが、結果として典雄たちは元朝の追手に先んじることができず、黄明を殺害されてしまう。

### 傳承の登場人物
「傳承」は「伝承」の旧字体表記で、琵琶法師が伝承する数々の物語を核として展開する段の名称である。
長尾 忠頼（ながお ただより）
琵琶法師が語り伝える武士。一幕「忠頼の伝説」に登場する、伝説の英雄。
数百年前、高名な弓取りを数多輩出してきた長尾家の人で、対馬にその名を馳せる忠頼は、弓矢八幡の覚えもめでたく弓取りの装束を賜るほどの傑物であった。忠頼公が身罷られた後、公の装束は行方知れずとなるが、末裔が隠し持ち、対馬を守る強者の訪ね来るを待っているという。手掛かりを握っている末裔とは忠頼の庵で暮らす楓であった。
内経（うちつね）
琵琶法師が語り伝える武士。一幕「内経の呪い」に登場する、伝説の英雄。
その昔、随一の弓取りと謳われた、本土の弓の達人である。翼もつ悪霊が現れたとき、内裏の命でこれを討ち果たすも、消え失せる間際の悪霊から、人が悪霊に見えてしまう呪いをかけられる。呪われた内経は目の前の悪霊を次々に射殺したが、それらの正体はみな人であった。内経はその咎で死罪になるはずであったが、帝の恩情で死一等を減じられ、対馬へ島流しとなった。内経の死後も遺された弓は、再び悪鬼の現れた時に手にする者を待っているとも、手にする者を呪うとも言い伝えられている。
この「内経の長弓」を今は天狗が守っている。
茂範（しげのり）
琵琶法師が語り伝える武士。一幕「迅きこと雷の如し」に登場する、伝説の英雄。
対馬に人が移り住むようになった頃.異様な雷と大風が島を襲った。やがて雷を受けた土から狼の姿をした3匹の雷の獣が現れ里で暴れ回った。茂範が繰り出す奥義「紫電一閃(しでんいっせん）」は、何人も見えない早業の剣技であった。茂範は小松ヶ浜へおびき寄せ、砂に足を取られて動きを鈍らせた彼らと渡り合う。勝機を見出した茂範は紫電一閃を繰り出し、妖怪を撫で斬りにした。その後雨雲は捌けて青空が戻り、島には穏やかな日々が訪れた。その後の茂範は隠遁して人と会うことも稀となったが、類いの無い武勇と技を示す者にのみ紫電一閃の奥義を伝えたという。
鑓川 時頼（やりかわ ときより）
琵琶法師が語り伝える武士。一幕「復讐の化身」に登場する、伝説の主人公。
今は亡き鑓川家の当主であり、歴代屈指の剣豪であった。15年前、旧領を取り戻そうと地頭・志村家に対して謀反を起こし、志村家に多大な犠牲者を出したが、志村配下の境井家当主・境井正（あるいは、境井家郎党）によって討ち取られている。
志村家と鑓川家が対立する原因を作った人物であるが、死後も民からは慕われ続けており、敵討の願掛けをすると叶えてくれるともいわれている。鑓川家惣領にのみ伝えられる秘儀「憤怒の舞」は如何なる守りも貫く剣術で、時頼は第一の達人といわれた。
吾作（ごさく）
琵琶法師が語り伝える人物。一幕「吾作の伝説」に登場する、伝説の英雄。
250年前の赤島の百姓。当時、賊が徒党を組んで赤島一帯を荒らす中、吾作は武士の亡霊の声を聞き、その骸が身につけた見事な大鎧を見付けた。それを掠め取って身に着けた吾作は、赤島の賊を前に身動きが執れなくなる。すると大鎧に憑きし武士の霊が百姓の身に乗り移り、賊どもを一網打尽にした。吾作の死後、一円の村々の者たちは大鎧を秘蔵して錠前を掛け、6か村が鍵を1本ずつ持ち合って堅く守ることにした。

### その他の人物
境井 正（さかい ただし）
声 - 隈本吉成 [演 リー・ショーテン]
境井家の先代当主で、境井仁の父。壹岐島で討死した。
彼が当主であった頃の対馬は賊が蔓延っており、そこに武士が正義と秩序をもたらしたと、仁はゆなに語り、「我が父も平和のために命を捨てた」と言っている。また、志村は正の死について、武士が息子を護るために戦って死んだのだから無念は無いと言っている。仁にとって父親の死に際しての自身の行動は、悔恨の情を拭いきれない辛い思い出になっている。発売当初は上県と思しき雪上での最期であったが、DIRECTOR'S CUTでは壱岐のとある場所へ変更となっている。
母
境井正の妻で、仁の母。志村の妹。
仁が幼少の頃に病気で亡くなっている。本作では黄金色の導き鳥がたびたび出現して探索ポイントの案内をするが、仁はそれを亡き母の導きと捉えている。
純信（じゅんしん）
声 - 根本泰彦
黄金寺の住職。寺に流民たちを受け入れて助けており、この寺のほかにも有明の野営の取りまとめ役も務めている。
安達 晴信（あだち はるのぶ）
声 - 花輪英司 [演 フェオドール・チン（英語: Feodor Chin）]
安達家当主であり、安達政子の夫。導入部で「彼の安達義信が五代の末裔」と名乗っている。
対馬武士団の武将として小茂田浜の戦いに2人の息子とともに出陣している。大将・志村の命を受けて単騎で元朝の陣営に赴いた晴信は、誉れを尊び武士の道を守る戦いとして元朝の武将に一騎討ちを申し込むが、コトゥン・ハーンにより鎧の上から体に酒を掛けられ、松明で火達磨にされた挙げ句一太刀で討ち取られる。
菅笠衆（すげがさしゅう）
菅笠を被った牢人の集団。得物は打刀。
小茂田浜の戦いで対馬武士団と共に元軍に立ち向かうものの敗北。当時の頭と仲間の半数を失う。その後は竜三が頭の座を引き継ぐが食料不足に悩まされ、厳原で元軍の輸送部隊を襲い、物資を奪っていた。竜三の手引きで一度は境井仁と共闘して元朝の陣営を襲撃したが、竜三が菅笠衆の食の保証を条件に元朝側へ寝返った。その後、高野山砦の戦いで構成員のほとんどを失い、さらに志村城で頭の竜三が仁に討たれたことで集団は壊滅する。しかしながら、個々の牢人は各地に離散して暗躍しており、フィールド上で出遭って戦うことになる。
鑓川 氏政（やりかわ うじまさ）
声 - 柴本浩行
鑓川の乱を起こした時頼の末の息子であり、鑓川家の里長である。武家としての地位を失った後も、鑓川の地を裏で牛耳っている。
鑓川城下が元軍のテムゲ部隊に包囲されても尚、境井仁からの助力を拒んだ。冥人として元朝と戦う境井仁への賛同が鑓川の武士や里人の中で篤いものとなるに連れて、氏政は立場を失くし、冥人こと境井仁が主導して鑓川勢が決起した鑓川の戦いでは一人の参戦者になる。
大黒（だいこく）
声 - 志賀麻登佳
鑓川氏政配下の武士で凄腕の弓取り。得物は弓。
元朝のテムゲ部隊に包囲されたことで、鑓川城下の外に出て戦う弓取りの大黒は一人。
境井仁は目の前の人質奪還作戦への加勢を大黒から請われて共闘し、局地戦に勝利した。大黒は、仁の戦いぶりに感服してテムゲの囲いを破る戦への助力を請う。全ては鑓川氏政次第という仁の返しに、大黒は執り成しを約束した。鑓川の戦いでは、鑓川勢の代表的な立ち位置で参戦している。その後、鑓川勢は元朝に対する抵抗戦に積極的に参加し大黒もそこに加わる。
男鹿 定宗（おが さだむね）
鎌倉殿に側仕えする御家人である男鹿家の当主。対馬国地頭・志村の援軍要請を受けて鎌倉幕府から派遣された援兵部隊を率いる武士。
当初は境井仁にも丁重に接し、その考えに理解を示していた。しかし志村城を取り戻す戦いで元兵の酒に毒を仕込んで大量に殺害したと知るに到って、他の侍と同様に大変に厳しい評価に変わっていった。男鹿と言葉を交わす百姓も、冥人への怖れが徐々に広まりつつあった。またコトゥン・ハーンの逃走を許した志村をも侮るようになり、このまま挽回できないようなら、男鹿家が志村家に替わって指揮を執り、戦を終わらせてもよいと嘯いている。
五郎
声 - 渡辺穣
卯麦谷で暮らす呑んだくれの悪人ながら、海をよく知る腕の良い船頭でもある。
禁制の唐絹を売買した咎で捕らえられた折に温情で放免されたことから地頭・志村に借りがあり、境井仁に迫られて本土の鎌倉幕府への援軍要請の解文を託した船を出す。五郎の船を元朝の船団が阻もうとするも、鹵獲した火槍を仁が使用して元の船を攻撃、敵の囲いを破って五郎のための航路を抉じ開ける。

### 動物
馬
特定の馬はプレイヤーキャラクターの愛馬として用意されており、毛色と名前はそれぞれに3つか4つの中から選ぶことができる。愛馬は、オープンワールドの範囲内なら何時でも何処でも呼び出せる。
犬
全身黒ずくめの大型犬が元軍の軍用犬として登場し、兵士と同じように主人公たちに攻撃してくる。嗅覚に優れており、元兵より先にプレイヤーキャラクターの居場所を嗅ぎ付けて襲ってくる。
鷹
空から監視しており、主人公を見付けると啼いて近くの兵に報せる。
黄金色の鳥
様々な探索ポイントへの案内役としてフィールド上で頻繁に出現する小鳥。ゲームプレイ中に主人公・境井仁を60秒から90秒ほど放置していると、この鳥が掌に舞い降りることがあり、開発者によればこれは待機モーション中にプログラム再生されるモーションとのことである。モデルになったのはコウライウグイスで、鳴き声は2018年にスリランカで録音したものを使用している。
狐
探索ポイントとしてフィールド内に点在する稲荷の祠へと主人公を導く。
熊
フィールド上に棲息しているほか、元朝が陣営や船内で檻に飼っていることがある。本作に登場する動物の中で最も大きな攻撃力を誇る。
猪
フィールド上に棲息している。作中では「猪（しし）」と呼んでいる。猪も人間を攻撃してくる。

蜂
フィールド上の巣を攻撃すると蜂を刺激することになり、付近の敵味方を攻撃する。

## 用語
冥人（くろうど）（英: Ghost）
主人公・境井仁の二つ名。元朝を討つべく冥府より蘇りし伝説の武者と語られる。元々は、仁の相棒であるゆなが、元朝から解放した村の里人に向けて思い付きで口走ったものであったが、仁が各地を解放するなど活躍するに連れて噂が広まり、対馬の住人だけでなく、本土の武士や、元朝の首領コトゥン・ハーンと百戸長たち、果ては元朝の雑兵にまで認知されるようになっていった。
対馬の民の多くからは元朝に打ち勝つ希望として支持されるが、闇討ちや毒殺など、武士の道に背く元朝顔負けの非道な戦術を執るがゆえに、誉れを旨とする武士は嫌悪と蔑みの念を本音として隠し持っているほか、怖れを抱く者の声も聞かれるようになる。
巴が「物の怪のごとき背の丈」と聞いていたり、丈志が「山より大きい」と耳にしていたりと、噂は尾ひれを付けて広まっている。
一騎討ち
本作では、対一の状態で対峙したのち、決闘の状態に移行する。
型
本作は、日本刀と剣術を攻撃手段の要とした戦闘システムを採用しており、剣術には「型」という概念が存在する。
誘い風
本作では風の向きがフィールド上のナビゲーションとして機能する。主人公・境井仁はそれを亡き父の導きと捉えている。
視覚表現としては、白い霧が幾筋もの帯になって一定方向へ移流するという形を採用している。開発者は、より分かりやい矢印による表現も検討したが、世界観を壊さない現在のシステムを採用した。開発者は、元寇の際に嵐が元軍に大きな打撃を与えたという伝説をモチーフにしつつ、黒澤映画で風を使った巧みな演出がされていることにも触発され、この発想に到ったと語っている。
てつはう（鉄炮）
古式の手榴弾である震天雷（cf. zh）のこと。元軍の火器であるが、本作では主人公も投擲武器の一つとして使用することができる。
史実については「元寇#てつはう」と「鉄砲#てつはう」を参照のこと。
大筒
本作では、もっぱら元軍が用いる。火器の担当で体格の大きな兵士（ランク上位の火器兵）が手持ちの火器として使ってくるほか、軍船の側面には大砲のように数多くの大筒が設置されている。日本人の側が使う場面は無い。
火槍
本作の元軍が用いる、極めて強力な火器。速射可能な多段式・自動装填式であるうえに、火力と有効射程が優れた投射武器である。
特定の箇所において、主人公が敵から奪って使用することができる。

### 武家
志村家
対馬国随一の威勢を誇る武家で対馬最古の武家であり、鎌倉殿国御家人に任ぜられている。現当主の個人名は明かされておらずただ「志村」と呼ばれている。かつて志村家は久下原という武士の郎党であり、賊を討伐する戦で久下原家の子息が亡くなったため志村家の当主が婿となる。久下原家当主の死後に志村家が久下原家の領地を引き継いだ。
境井家
志村家以外の有力武家と同様、非御家人の一族。鎌倉殿に仕えているわけではなく、本領や本宅を幕府から安堵されてもいない。先代当主は境井正。現当主は先代の子で主人公の境井仁。
安達家
現当主は小茂田浜の戦いで元朝の首領コトゥン・ハーンに惨殺された安達晴信。2人の息子（繁里と繁成）もこの戦で討死した。同じ頃、自領の屋形も賊の襲撃を受けており、安達政子を除く全員が殺害された。安達家の初代は対馬の始祖と呼ばれており、謂れは島中のかがり火台と有明の黄金寺を建てたためである。
長尾家
対馬五大武家の一つであり、赤子の時分から弓術の鍛錬を始めるという一族で、弓の名手を大勢輩出することで知られる。かつて長尾家は対馬に秩序をもたらした初の武家であったが、醜い身内争いによって強権が保てなくなった。
菊池家
対馬五大武家の一つに数えられていたが、戦える者は皆、小茂田浜の戦いで討ち死にした。かつて、ある日に突然鑓川家に反旗を翻して北の上県を制する決断を下した結果、菊池家は対馬最大規模の港を築き五大武家の一つになる。
鑓川家
かつて対馬国に存在した武家。精強な兵を抱える有力な武家であったが、時頼の代に志村家に対して謀反を起こし、成敗された。武家としての鑓川家は解体されたものの、地元では今なお強い影響力を有している。
池田家
上県に本領を有する武家の一族で、菊池家の郎党。安達政子の姉である花の嫁ぎ先。
男鹿家
鎌倉殿に側仕えする御家人の一族。本領は本州にある。当主は男鹿定宗。対馬国地頭・志村の援軍要請を受けて鎌倉幕府から派遣された援兵部隊を構成する。

## 舞台
鎌倉時代後期の対馬島全土を再現したオープンワールドが、本作の舞台である。島内の地形は本作独自のものであるが、島の形は実際の対馬島とおおよそ同じ。また、実在する地名も多数登場する。
ディレクターズカット版に収録される「壹岐之譚」では別個のオープンワールドとして壱岐島が舞台になる。

### 厳原
下島一体の地域。厳原郡が敷かれている。"序章"と「守之段」の舞台であり、本作で最初に探索できる地域。豊玉との境に金田城があり、この城を元軍から取り戻すのが最初の目標となる。ストーリーの時系列は春頃らしく、野山には色とりどりの草花が豊かに生い茂っている。
小茂田浜
本作の導入部で展開される「小茂田浜の戦い」の軍場となった海浜。オープニングの後に訪れると戦死者の遺体が多数散乱しており、身内を探す島民が歩き回っている。
小茂田村
小茂田浜の近くにある大きな村。小茂田浜の戦いで倒れた主人公・仁は、ゆなによって救い出されてこの村に運び込まれた。
金田城
厳原から豊玉へ抜ける山道上に築かれた城。本作の最終ボスである敵将コトゥン・ハーンが対馬攻略の足掛かりとして占拠している。
黄金寺
下島の中央部、有明郡にある大きな寺で、元朝が襲来している今は流民の仮住まい（避難所）の役割も果たしている。壮麗な五重塔が建っており、境内は数多くの鴨脚樹に包まれている。業者（弓師、刀鍛冶、甲冑師）が境内で店を営んでおり、物品の売買や改良、情報の収集、支援物資の受け渡しなど、様々な行動の拠点となる。
浅藻浦
対馬最南端に位置する港町。たかが元朝軍に捕らわれている地で、賢二の協力で救出する事になる。
小松の鍛冶場
厳原中東部の町。たかの救出後、金田城に潜入するための鍵縄を鍛えるために訪れる。この地を襲撃した元朝の隊を退けた後、ゆなが初めて冥人の名で仁を呼んだ。

### 豊玉
上島の南半分の地域。「破之段」の舞台であり、「守之段」クリア後に探索できるようになる。志村家の居城である志村城や、境井家の屋形もこの地域にある。元軍から志村城を取り戻すのが「破之段」の目標となる。ストーリーは夏から秋にかけての出来事らしく、南部には厳原よりも鬱蒼とした原生林や湿地帯が広がっており雷雨も多い一方、志村城のある北部は紅葉が色づいている。
志村城
対馬の北と南（上島と下島）を結ぶ要衝に築かれた城。この城を制した者が対馬を制すといわれている。志村家が先祖代々本拠としてきた城で、地頭・志村の居城。
鑓川
精強な兵を抱える旧鑓川家の本貫であった地。元々館のあった元鑓川は廃墟と化しており、その北東に再建された町は元朝軍の包囲を受けている。
青海村
上県郡に所在する村で、主人公・境井仁の生家である境井屋形もここにある。村の付近には青海湖があり、その畔にはチュートリアルとして登場した試合場（稽古場）がある。
赤島
豊玉南西部の沼地の中に位置する村。薬師の多く住む地で、「典雄之譚」前半の活動拠点となる。
櫛寺
上島の中部、櫛郡にある大きな寺。「典雄之譚」第4幕「苦難の始め」以降、典雄の物語の舞台の一つとなる。
卯麦谷
豊玉南東の端に位置する隠れ里。対馬の牢人たちによる自治が行われており、武士の支配を避けた罪人や無法者も多く滞在しているが、その分いかなる理由でも抜刀を許さない等、厳しい掟が定められている。

### 上県
上島の北部地域。上県郡が敷かれている。「離之段」の舞台であり、「破之段」クリア後に探索できるようになる。元軍の本土進攻を阻止し、首領のコトゥン・ハーンを討つのが「離之段」の目標となる。時系列では冬にあたり、殆どの地域に雪が降り積もっている。
和泉の港
上県中西部に位置する港町。コトゥン・ハーンの軍勢が本土への侵攻に備えて船を建造しており、最終決戦の舞台となる。
城岳寺
上県中央部にある寺院。志村の追っ手から逃れた仁とゆなが隠れ、元朝との戦いの拠点にした。
杉寺
上県の北西部にある寺。住職は黄明。僧兵の円浄・典雄兄弟や、僧で薬師の法心はこの寺の者。

## 開発
対馬国が元軍に侵略され、わずか80騎の武士団が対抗した史実を基に、サムライをテーマにした作品が製作したかったこと、この時代に焦点を当てた作品が珍しく競合が少ないことから開発がすすめられた。史実を基にしているが登場人物や詳細な物語はフィクションであり、そこに伝承や後世語り継がれている当時の出来事を紐づけて時代背景を描いている。
また、オープンマップとして使用された当時の対馬国も、そのまま使用するとひたすら森と山の中になってしまい、忠実性よりもゲームとして遊べるものにするため草原など歩ける部分を増やしている。
目的地までの視覚的なガイダンスとして「風」を使用。これは「嵐が元軍を襲って大きな打撃を与えたという」という伝承をモチーフにし、さらに黒澤映画の時代劇で風が効果的に使われているところに着想を得ている。
また、カメラワークや演出法などは黒澤映画を参考にしており、黒澤明への敬意をこめて“Kurosawa Mode（黒澤モード）”が搭載されている。Kurosawa Modeはモノクロ基調になるほか、フィルム粒子表現などを取り入れ、1950年から60年代の黒澤演出を再現したものとなっている。
ディレクターのネイト・フォックスは日本刀の切れ味による威力を表現するため、彼我のダメージ量ではなく敵の攻撃頻度などによる難易度の変化づけを取り入れたとPS.Blogの中で述べている。 また、同社の『INFAMOUS』のように主人公の生き方によって進む道が異なるシステムは取り入れられていない。人物の動き（殺陣）は天心流の者が行なっている。
本作は当初の対応機種をPS4のみとした結果、PS4のアーキテクチャに特化したと称するデータ圧縮や設計の工夫により驚異的なロード時間の短さを実現している。しかし、テストプレイの際「ロード時間が短すぎてロード中のヒントが読めない」という思わぬ問題が発覚した。そのため「ロード時間を意図的に長くする」という、異例の調整が行われた。なお、実際のところ最適化の手法としては実行環境を選ばない汎用的なものであったようで、PC版においてもロード時間は非常に短いと評価されている。実際、開発者によれば「200m四方の地形タイルはディスク上で2MBしか占有しない」とのことである。

### 音楽
事故死などフィールド上での死亡判定の効果音は、死に纏わる悲哀を感じさせる琵琶の爪弾きである。

### アップデート
- Ver.1.05 [34][35][36]

2020年7月28日配信。最高難易度モード「万死（ばんし｜英：level Lethal）」が追加された。アクションが苦手な人向けの補助機能「戦闘負荷の軽減（英：Lower Intensity Combat）」も追加された。
- Ver.1.06 [37]

2020年8月5日配信。「旅人の装束」の機能が向上する。ほか。
- Ver.1.1 [38]

2020年10月17日配信。オンライン協力型マルチプレイモード「Legends/冥人奇譚」が実装。
- Ver.2.0[7]

完全新作ストーリー「壹岐之譚」が追加。アクセスするにはディレクターズカット版の購入およびアップグレードが必要。

### 年表
- 2017年12月15日 - コンセプトアート3点の公開[39][40]。
- 2020年
  - 7月17日 - ゲームソフト『Ghost of Tsushima』の発売。
  - 7月28日 - アップデートVer.1.05の配信[35][36]。最高難易度モード「万死」のほか、アクションが苦手な人向けの補助機能「戦闘負荷の軽減」も追加された[35][36]。
  - 8月5日 - 無料アップデートVer.1.06の配信[37]。「旅人の装束」の機能が向上する[37]。ほか。
  - 8月11日 - 英語圏のウェブサイト "ART STATION MAGAZINE" にて、設定画やコンセプトアートなどを多数公開[41][42]。
  - 10月17日 - 無料大型アップデートVer.1.1の配信。オンライン協力型マルチプレイモード「Legends/冥人奇譚」が実装された。[38]。
  - 11月13日 - 世界累計セールスが500万本を超える[43]。
- 2021年
  - 3月26日 - 映画化が発表される。チャド・スタエルスキが監督を務める[44]。
  - 7月2日 - DIRECTOR'S CUTが発表される[7]。
  - 8月20日 - DIRECTOR'S CUT発売。
  - 9月3日 - Legends/冥人奇譚 単体版が発売[6]。
- 2024年
  - 3月7日 - PC版DIRECTOR'S CUT発表。
  - 5月17日 - PC版DIRECTOR'S CUT発売。

## 評価
元寇は、名称として、中国ではあまり知られていない。中国においては「元日戦争」あるいは「蒙日戦争」の方が知られている。歴史研究と普及に置いて、漢族ではなくモンゴル人による王朝である元に対する関心は、ごく近年まで研究視野に入ることは少なかった。が、交流史や世界史研究が主流になりつつ現在、ユーロアジアに多大な影響を及ぼした元代は多くの注意を引いている。なお一般人の中では、『Ghost of Tsushima』をきっかけに元寇と日本の間のやりとりを初めて知ったという中国人も少なくなく、本作は中国でも人気を博している。なお、『Ghost of Tsushima』の中国語タイトルは「対馬島之魂」である。
| 評価 |        |
| --- | ------ |
| 集計結果 媒体 結果 Metacritic 83/100 [ 46 ] レビュー結果 媒体 結果 デストラクトイド 9.5/10 [ 47 ] ゲーム・インフォーマー 9.5/10 [ 48 ] Game Revolution [ 49 ] GameSpot 7/10 [ 50 ] GamesRadar+ [ 51 ] IGN 9/10 [ 52 ] Push Square 9/10 [ 53 ] ガーディアン [ 54 ] USgamer 4/5 [ 55 ] VG247 [ 56 ] |        |
| 集計結果 |        |
| 媒体 | 結果   |
| Metacritic | 83/100 |
| レビュー結果 |        |
| 媒体 | 結果   |
| デストラクトイド | 9.5/10 |
| ゲーム・インフォーマー | 9.5/10 |
| Game Revolution | [ 49 ] |
| GameSpot | 7/10   |
| GamesRadar+ | [ 51 ] |
| IGN | 9/10   |
| Push Square | 9/10   |
| ガーディアン | [ 54 ] |
| USgamer | 4/5    |
| VG247 | [ 56 ] |

## アニメ
Crunchyroll・アニプレックス・ソニー・ミュージックエンタテインメント・PlayStation Productionsの協業によるアニメ作品として2025年1月7日に制作が発表された。公開は2027年を予定。ストーリーは「Legends／冥人奇譚」モードをベースとしたものとなる。

### スタッフ (アニメ)
- 監督 - 水野貴信[9]
- シリーズ構成 - 虚淵玄（ニトロプラス）[9]
- アニメーション制作 - 神風動画[9]
- 音楽制作 - ソニー・ミュージックエンタテインメント[9]
- 製作 - Crunchyroll、アニプレックス[9]